# Compaq
Compaq Computer Corporation fue una compañía de computadoras personales fundada en 1982 por Rod Canion, Jim Harris y Bill Murto. Durante los años 1980, Compaq produjo algunos de los primeros PC compatibles con IBM PC a un bajo costo. La empresa llegó a convertirse en el mayor fabricante de PC durante los años 1990. El término "COMPAQ" es un acrónimo en inglés para "Compatibility and Quality" (en español "Compatibilidad y Calidad"). Existió como una empresa independiente hasta 2002, cuando se fusionó con Hewlett Packard. Su desaparición total, a la mano de Hewlett Packard, se produjo a finales de 2013.

## Historia

### Años 1980

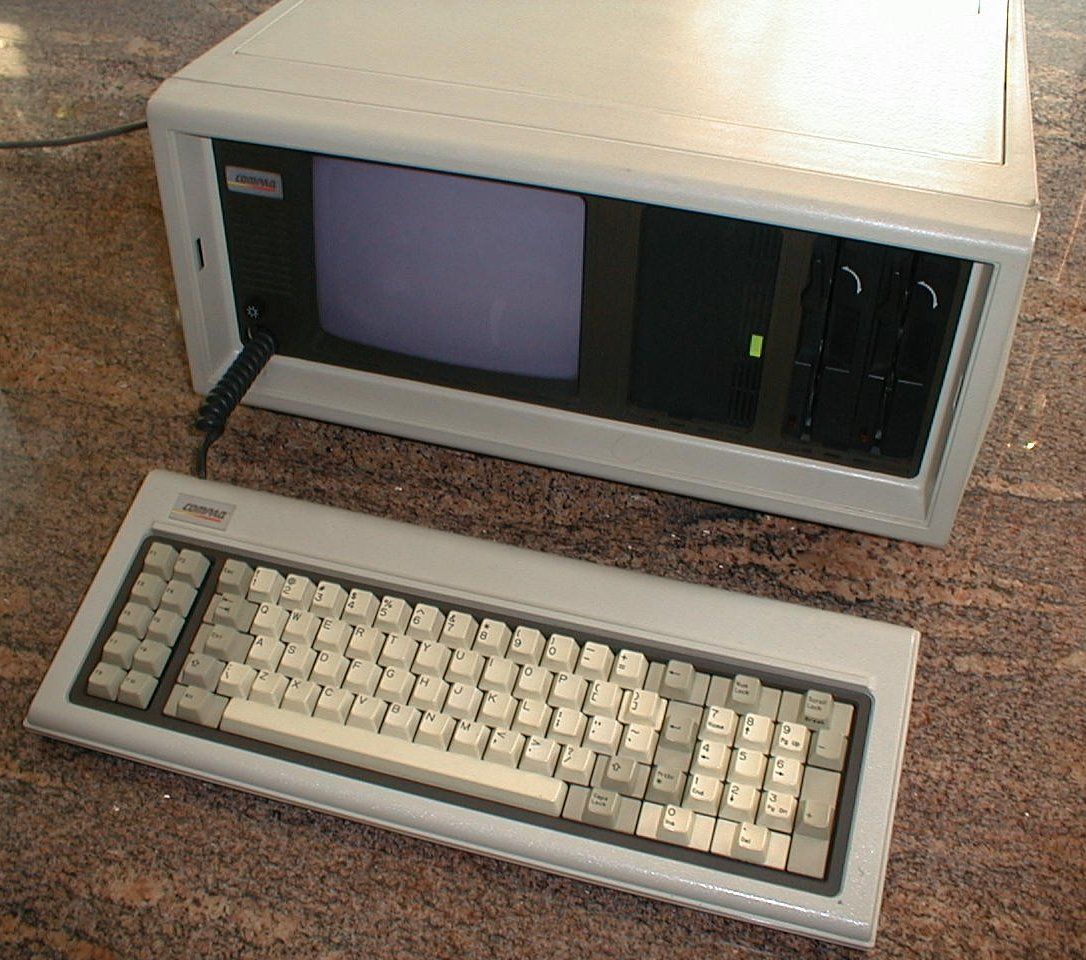
La Compaq Portable.

Compaq fue fundada en febrero de 1982 por Rod Canion, Jim Harris y Bill Murto, los tres principales directivos del fabricante de semiconductores Texas Instruments. Cada uno invirtió 1000 dólares para formar la compañía. Su primera inversión en capital riesgo vino de los socios Ben Rosen y Sevin-Rosen, tras citarse en un restaurante de Houston y esbozar la idea del negocio en una servilleta.
En noviembre de 1982, Compaq anunció su primer producto, la Compaq Portable, una computadora personal portátil compatible con IBM PC. Fue puesta en venta en marzo de 1983 al precio de $2995, considerablemente más barata que la Hyperion canadiense. La Compaq Portable fue uno de los antecesores de la laptop actual. Fue la segunda PC compatible con IBM, siendo capaz de funcionar con todo el software con el que funcionaba una IBM PC. Fue un éxito comercial, vendiendo 53 000 unidades en su primer año. La Compaq portable fue la primera en el rango de las Compaq Portable series. Compaq fue capaz de poner en el mercado un clon legal de IBM porque IBM mayoritariamente usaba partes compradas de terceros ("Commercially available Off-The-Shelf" hardware) para sus PC. Además, Microsoft había conservado el derecho para autorizar el sistema operativo a otros fabricantes de computadoras. La única parte que tenía que ser duplicada fue la BIOS, lo cual Compaq hizo legalmente usando ingeniería inversa a un costo de un millón de dólares. Otras numerosas compañías pronto siguieron el mismo camino.
En 1985, Compaq puso en venta la Compaq Deskpro 286, una computadora de escritorio de 16-bits usando un microprocesador Intel 80286 corriendo a 6 MHz y con 7MB de RAM, fue considerablemente más rápida que una IBM PC. La Compaq Portable, también era capaz de funcionar con el software IBM. Costaba US$2000 el modelo con 40MB de disco duro. Fue la primera de la línea de computadoras Compaq Deskpro.
Después de alcanzar la marca un volumen de ventas de 500 millones de dólares, en 1986 Compaq puso en venta la Compaq Portable II. La Portable II fue significativamente más liviana y pequeña que su predecesora, destacando un diseño renovado con un procesador de 8 MHz y 10MB de disco duro. Fue menos costosa que la IBM PC/AT con $3199, o $4799 con un disco duro. Un año después en 1987, Compaq introdujo en el mercado la primera PC basada en el nuevo microprocesador de Intel; el 80386, con la Compaq Portable 386 y la Compaq Portable III. IBM no estaba aún usando este procesador, y posteriormente Compaq estableció lo que se conoce desdeñosamente como el negocio de los clones PC.

### Años 1990
En los comienzos de la década de 1990, Compaq entró al mercado de venta al por menor con la Compaq Presario, y fue uno de los primeros fabricantes de a mediados de los años 1990 en vender una PC a un precio inferior a mil dólares. Para alcanzar este precio, Compaq se convirtió en una de los primeros fabricantes que utilizaron CPUs de AMD y Cyrix. La guerra de precios resultante de las actividades de Compaq en última estancia llevó a numerosos competidores, notablemente IBM y Packard Bell, fuera del mercado de las PC.
En 1997, Compaq compró Tandem Computers, conocido por su línea de servidores sin parada. Esta adquisición instantáneamente le dio a Compaq una presencia en el mercado de negocios de alta calidad. En 1998, Compaq adquirió Digital Equipment Corporation, la compañía líder en la anterior generación de las computadoras durante los años 1970 y principios de los años 1980. Esta adquisición hizo a Compaq, a su tiempo, el segundo más grande fabricante de computadoras en términos de ingresos.

### Fusión con Hewlett-Packard
En 2002, Compaq enfrentó una fusión con Hewlett-Packard. Numerosos grandes accionistas de HP, incluyendo a Walter Hewlett, públicamente se opusieron al trato. Michael Capellas, entonces CEO de Compaq, dejó la compañía después de un breve tiempo como Presidente de HP. Carly Fiorina se convirtió en la nueva CEO de HP y fue responsable de la compañía fusionada. Fiorina dirigió Compaq por cerca de tres años después de que Capellas se fue. Durante ese tiempo, HP despidió a miles de antiguos empleados de Compaq, su precio de acción generalmente declinó, las ganancias no se levantaron, y continuó perdiendo mercado frente a Dell. Frente a la posibilidad de ser despedida por una junta directiva hostil, Fiorina optó por irse en febrero de 2005. Mark Hurd tomó su lugar como CEO de HP. Muchos productos Compaq fueron remarcados con la marca HP, mientras que la marca Compaq permaneció en otras líneas de productos.
En 2013, HP decide terminar el uso de la marca Compaq en los Estados Unidos y a nivel mundial. En 2015, la compañía argentina Grupo Newsan adquiere una licencia para el uso comercial de la marca, junto con una inversión estimada de $3 000 000 dólares, los cuales utilizó para el desarrollo de dos nuevas líneas de notebooks Presario para el mercado local. Sin embargo, para marzo de 2019, el sitio web de Compaq Argentina desaparece, dejando solo una copia archivada fechada en octubre de 2018,  mostando los mismos modelos introducidos en el mercado en 2016. En 2013, Globalk (una compañía brasileña del segmento del retail y licenciamento de marcas) inicio un acuerdo con HP, para reintroducir una nueva línea de productos de escritorio y laptops que fue presentada al mercado en 2017.  La marca ha sido relicenciada en Brasil a la empresa  Positivo Tecnologia para la fabricación de computadores a partir del 13 de abril de 2021. Finalmente, en 2019 Ossify Industries (compañía de origen indio) genera un acuerdo de licenciamiento con HP para utilizar el nombre de Compaq para la manufactura, venta y distribución de equipos de televisión del tipo Televisión inteligente.

## Competencia
HP compite contra otros fabricantes de computadoras incluyendo Alienware, Dell, Lenovo, Gateway, Sony, Toshiba, Acer, Asus, y otras. Originalmente la compañía competía con IBM, haciendo posibles PC compatibles con IBM, a menudo más baratas y rápidas que la alternativa de IBM y actualmente con Samsung que se incorpora al mercado de las computadoras personales.

## Halt and Catch Fire
El 1 de junio de 2014 el canal AMC estrenó "Halt and Catch Fire", una serie de televisión dramática estadounidense creada por Christopher Cantwell y Christopher C. Rogers. La serie está ambientada en el Silicon Prairie de Texas en 1983 y está inspirada en los inicios de la compañía Compaq en plena época de la revolución del ordenador personal. El título de la serie hace referencia a la instrucción de código máquina Halt and Catch Fire, la cual causa que la unidad central de procesamiento de la computadora deje de funcionar.

## Documentales
- Silicon Cowboys (2016) Documental

## Auspicios
Antes de su fusión con HP, Compaq auspició el equipo Williams de la Fórmula 1, cuando todavía era impulsado por motores BMW. HP heredó el acuerdo y continuó con el patrocinio por un par de años.